# Dario Fabbri
Dario Fabbri (Roma, 1980) è un giornalista e analista geopolitico italiano, fondatore e direttore della rivista mensile di geopolitica Domino.
Ha collaborato con riviste italiane, come Gnosis e Limes, e internazionali, come Conflits, e ha firmato commenti per Italy Daily (supplemento italiano dell'International Herald Tribune) e per i quotidiani La Stampa, Domani (inserto Scenari) e il Riformista.

## Carriera professionale
Fabbri ha studiato Scienze politiche presso l'università privata Luiss Guido Carli, senza però concludere il percorso di studi. Lavora come giornalista dal 2013, avendo collaborato con la rivista di geopolitica Limes, di cui è stato consigliere scientifico e coordinatore per l'America per nove anni. Dal 2014 al 2022 ha condotto Radio 3 Mondo, la rassegna della stampa estera di Rai Radio 3, mentre nel corso del 2023 è stato autore dei podcast Stati di tensione per Chora Media, Imperi e Nove Minuti per la Rai, Grandi leader e comunità dell'Intesa San Paolo.
Nel 2021 viene nominato vicedirettore della neonata Scuola di Limes, ente di formazione geopolitica correlato all'omonima rivista. Lascia ogni incarico presso la scuola di formazione e la rivista l'anno successivo, nel gennaio 2022, entrando prima a far parte della redazione di LA7 come analista politico e poi fondando insieme a Enrico Mentana la rivista di geopolitica Domino, di cui Fabbri diventa direttore editoriale.
Nello stesso periodo gli viene affidata la cura di un supplemento mensile al quotidiano Domani dedicato alla politica internazionale, Scenari, che viene ritirato l'anno seguente. Nel settembre 2022 ha fondato la Scuola di Domino, ente di formazione geopolitica legato all'omonima rivista, di cui è direttore. Nel 2023 collabora alla stesura del libro Kissinger contro Allende. La storia del golpe del secolo di Emanuel Pietrobon, pubblicato da Castelvecchi Editore.

## Vita privata
Si è sposato nel giugno 2023.

## Premi
- 2017 – Premio Amerigo nella categoria "periodici"
- 2022 – Premio Partenope, Giffoni Film Festival

## Opere
- Dario Fabbri, Geopolitica umana: capire il mondo dalle civiltà antiche alle potenze odierne, Gribaudo, 2023, ISBN 978-88-580-5008-8.
- Dario Fabbri, Atlante storico. Dal Novecento ai giorni nostri, Gribaudo, 2024, ISBN 978-8858051795.
- Dario Fabbri, Sotto la pelle del mondo, Feltrinelli, 2024, ISBN 978-8807174520.